# Asteroporpa hadracantha
Asteroporpa hadracantha är en ormstjärneart som beskrevs av Clark 1911. Asteroporpa hadracantha ingår i släktet Asteroporpa och familjen medusahuvuden. Inga underarter finns listade i Catalogue of Life.